# توکای آبی شمالی
توکای آبی شمالی (نام علمی: Parkesia noveboracensis) گونه‌ای از گونه‌های تغذیه زمینی و کوچنده از چرخ‌ریسک‌نمایان از سردهٔ Parkesia است. در بخش شمالی آمریکای شمالی در کانادا و شمال ایالات متحده از جمله آلاسکا، و زمستان‌ها در آمریکای مرکزی، هند غربی و فلوریدا، و همچنین در ونزوئلا، کلمبیا و اکوادور تولیدمثل می‌کند. این گونه یک سرگردان نادر به دیگر کشورهای آمریکای جنوبی و اروپای غربی است. نزدیک‌ترین خویشاوند آن توکای آبی لوئیزیانا است.
هر دو گونه توکای آبی به جای پریدن راه می‌روند، و در زمان حرکت، انتهای عقب خود را تکان می‌دهند.
توکای ابی شمالی یک تغذیه‌کننده زمینی است، حشرات، عنکبوت‌ها، نرم‌تنان (مانند حلزون‌ها)، کرم‌ها، و سخت‌پوستان موجود در بستر برگ‌ها را می‌خورد و همچنین مینوها که با رد شدن در آب یافت می‌شوند.

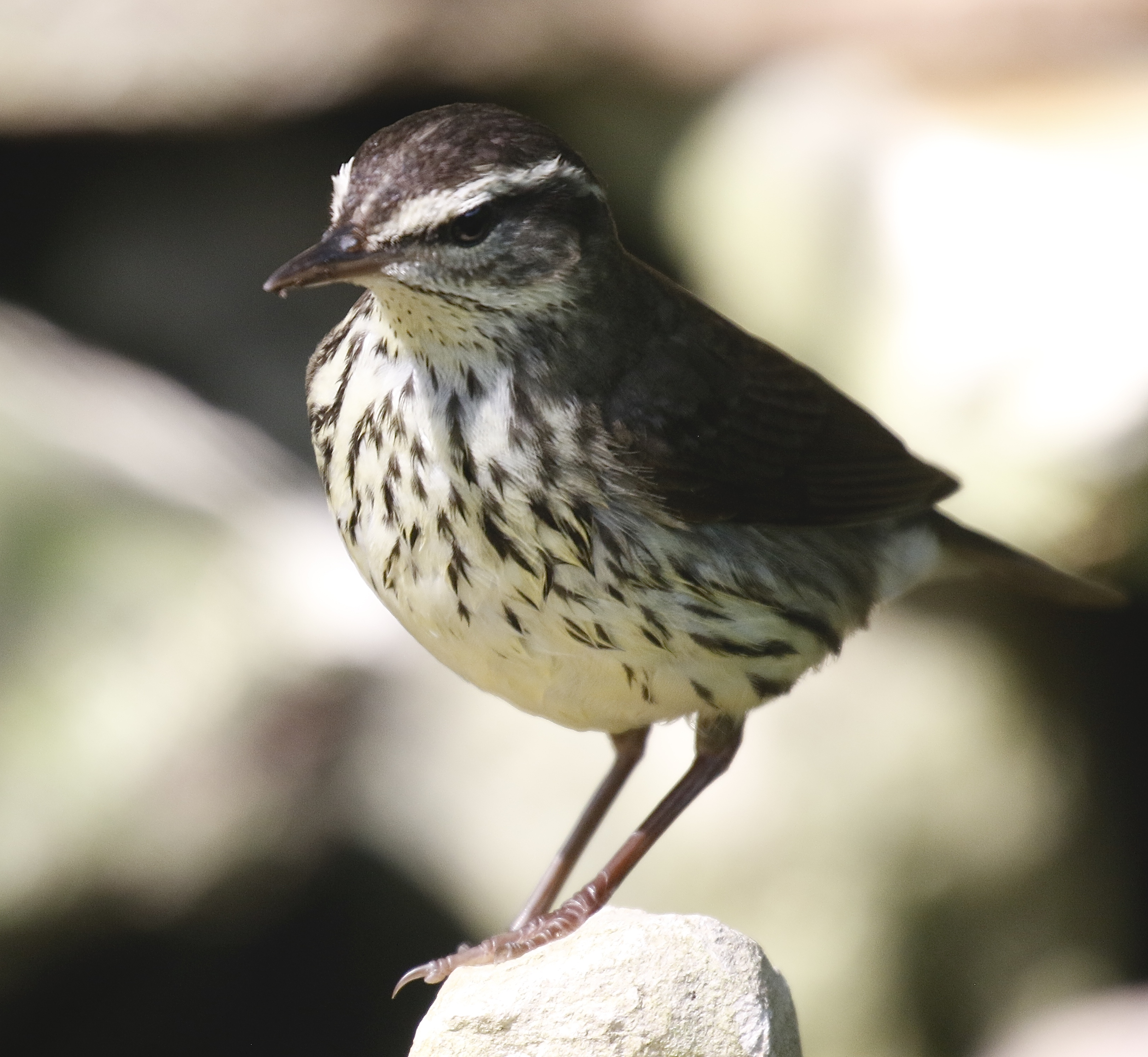
جزیره پادر جنوبی - تگزاس

## نگارخانه

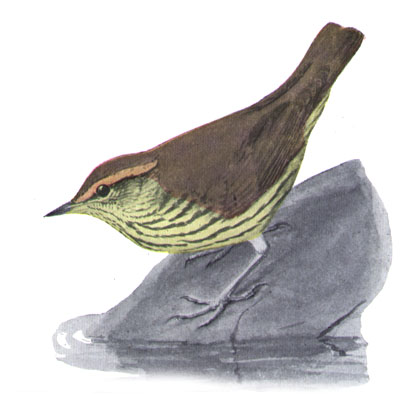
تصویر توسط لوئیس آگاسیز فوئرتس
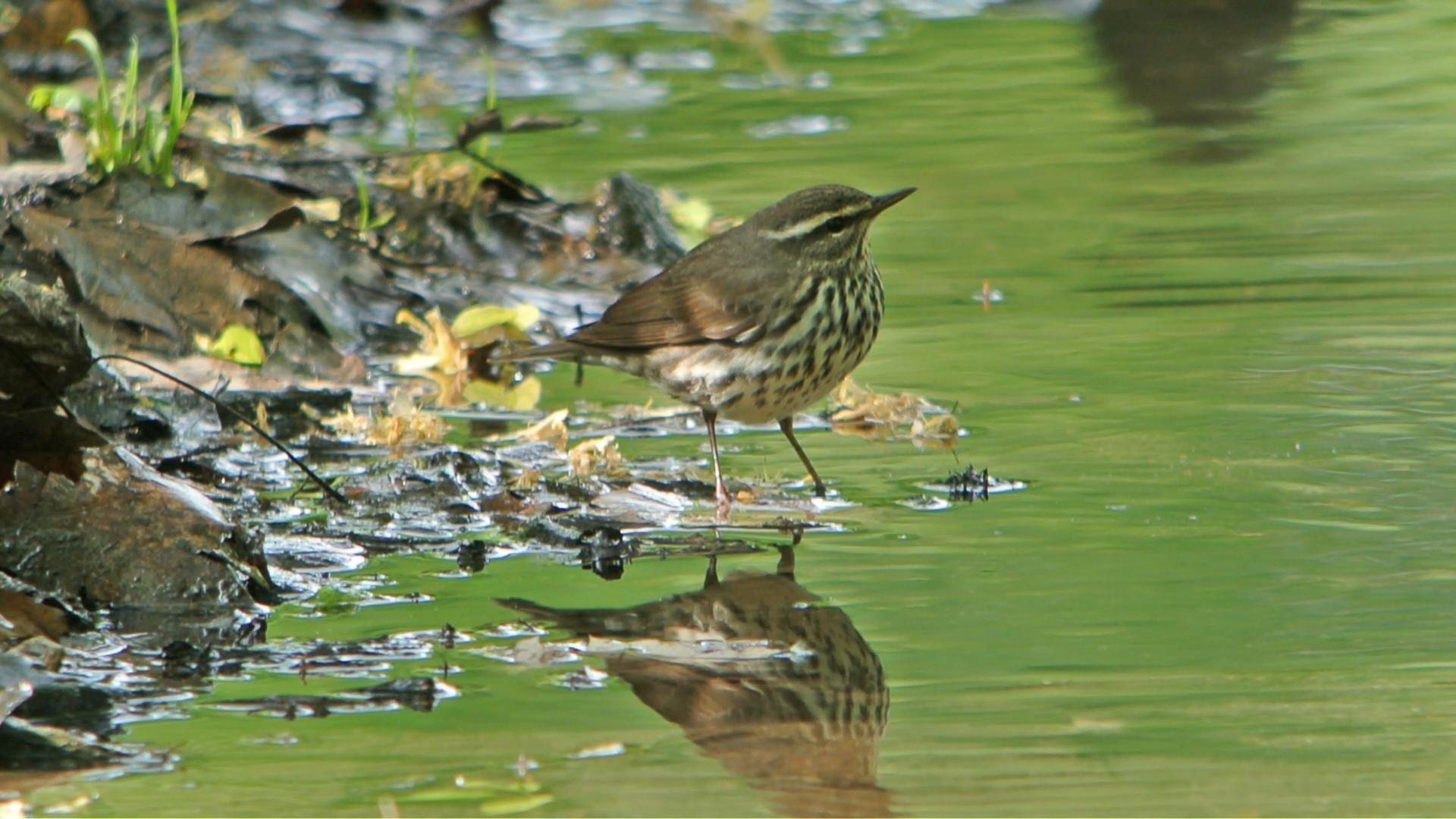
توکای ابی شمالی با تنوع پرهای سفید